# Laxsjö-Flatnan
Laxsjö-Flatnan är en sjö i Ludvika kommun i Dalarna och ingår i Dalälvens huvudavrinningsområde. Sjön har en area på 0,568 kvadratkilometer och ligger 254,1 meter över havet. Sjön avvattnas av vattendraget Tunaån (Flokån).

## Delavrinningsområde
Laxsjö-Flatnan ingår i det delavrinningsområde (668974-146267) som SMHI kallar för Utloppet av Laxsjö-Flatnan. Medelhöjden är 275 meter över havet och ytan är 2,18 kvadratkilometer. Räknas de 9 avrinningsområdena uppströms in blir den ackumulerade arean 45,32 kvadratkilometer. Tunaån (Flokån) som avvattnar avrinningsområdet har biflödesordning 2, vilket innebär att vattnet flödar genom totalt 2 vattendrag innan det når havet efter 259 kilometer. Avrinningsområdet består mestadels av skog (66 procent). Avrinningsområdet har 0,57 kvadratkilometer vattenytor vilket ger det en sjöprocent på 26 procent.